# Wo soll ich fliehen hin
Wo soll ich fliehen hin (BWV 5) is een religieuze cantate gecomponeerd door Johann Sebastian Bach.

## Programma
De cantate is geschreven voor de negentiende zondag na Trinitatis en werd voor het eerst uitgevoerd op 15 oktober 1724. In deze cantate zijn teksten uit de Bijbellezing van de negentiende zondag na Trinitatis (Matteüs 9 vers 1-8) verwerkt.
Deze cantate maakt deel uit van de tweede cantatejaargang.

## Tekst
De cantate bestaat uit de volgende delen:
1. Koor: Wo soll ich fliehen her
2. Recitatief (bas): Der Sünden Wust hat mich
3. Aria (tenor): Ergieße dich reichlich
4. Recitatief (alt): Mein treuer Heiland
5. Aria (bas): Verstumme, Höllenheer
6. Recitatief (sopraan): Ich bin ja nur
7. Koraal (koor): Führ auch mein Herz und Sinn

## Muzikale bezetting
De cantate is geschreven voor vierstemmig koor, de vier solo-zangers, twee hobo's, een schuiftrompet en een strijkorkest met (violen, altviolen en basso continuo).

## Toelichting
De tekst is gebaseerd op het koraal met dezelfde naam geschreven door Johann Heermann in 1630. De melodie wordt toegeschreven aan Jakob Regnart (1540-1599). Het eerste en het laatste couplet van het koraal zijn door Bach gebruikt in respectievelijk het openingskoor en het slotkoraal. De coupletten 2 tot en met 10 zijn bewerkt in de tussenliggende aria's en recitatieven.
Zoals vaak voorkwam in cantates die Bach in die jaren baseerde op koralen, zingen de sopranen in het openingskoor de koraalmelodie in lange noten, en zingen de andere stemmen de contrapunten op deze melodie.